# Борова (платформа)
Борова — зупинний пункт Вітебської лінії Жовтневої залізниці в межах Санкт-Петербурга, перший на лінії після Санкт-Петербург-Вітебський. Розташований біля перетину Борової (звідси назва) та Чернігівської вулиць.
Частина електропоїздів проїжджають платформу без зупинки через низький пасажирообіг. Платформа в сторону області укорочена.